# Hieracium holopleuroides
Hieracium holopleuroides es una especie de planta con flor del género Hieracium, de la familia Asteraceae, orden Asterales.

## Distribución
Hieracium holopleuroides se distribuye por Islandia.

## Taxonomía
Fue descrita científicamente por (Dahlst.) Omang.
Tratamiento taxonómico
La especie aparece registrada y publicada en Fl. Iceland.